# 中国渔船与日本巡逻船钓鱼岛相撞事件
中國漁船與日本巡邏船釣魚島相撞事件是指发生于2010年9月7日的日本海上保安廳巡視船在钓鱼岛海域与中国大陸渔船发生冲撞，并将中国船长詹其雄扣押的事件。 冲撞发生后，中華人民共和國外交部副部长约见日本驻华大使，要求日方停止非法的拦截行动。日本海上保安厅则决定以嫌疑妨碍公务罪逮捕这艘中国渔船的船长，同时以涉嫌违反日本《渔业法》为由对该船展开调查。雖然其後保安廳9月13日釋放了14名中國船員，但石垣簡易法院批准，將中國漁船船長詹其雄的拘留期限再次延長10天至29日。中華人民共和国強烈抗議。事件導致中日關係惡化，中華人民共和國採取反制措施。溫家寶9月21日在紐約以強硬措詞「敦促日方立即無條件放人」。日本外務省在9月23日證實，中國當局拘留藤田（フジタ）建設公司4名職員，雖然日本官方聲稱無關釣魚台，但是日本媒體質疑此為中華人民共和國政府的報復措施。 中國漁船船長於9月24日獲釋； 而被捕的3名藤田職員亦隨後獲釋，並承認違反中國法律及表示悔過。最终日本人高桥定也被释放。日本扣押14名中国船员6天，船长詹其雄17天，而中華人民共和国扣押3名職員10天，高桥定19天。

## 事件经过

### 冲撞事故

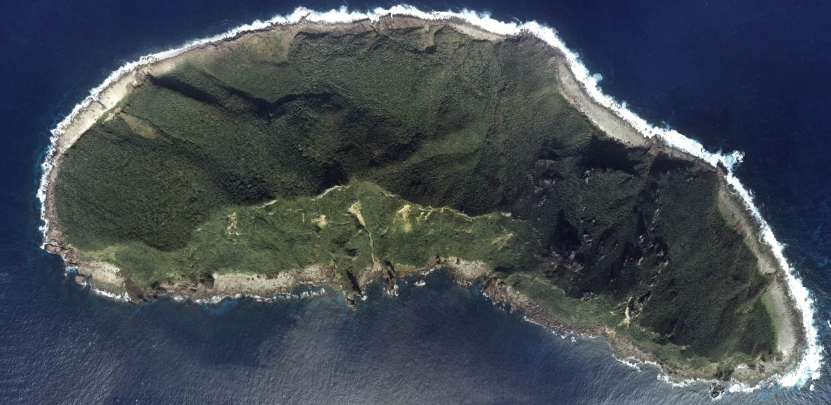
钓鱼岛的卫星图片，由日本人造卫星拍摄。

2010年9月7日，一艘载有15名船员、名为「闽晋渔5179号」的中国拖网渔船在的钓鱼岛海域北端黃尾嶼附近进行捕捞作业时，被日本海上保安廳11管所属「与那国号」等巡逻船驱赶、阻截。10时15分许，「与那国号」和「闽晋渔5179号」兩船发生冲撞，另两艘日本巡逻船亦在事发现场，日本巡邏船船員当時進行了攝影紀錄（页面存档备份，存于）。13时许，日本巡逻船上约20名海上保安官登上「闽晋渔5179号」，并以违反日本《渔业法》为由对渔船进行检查。 
船長詹其雄85歲的祖母疑因获知船長被日本扣留，受到过分刺激而病逝。但詹其雄因被日本扣押未能送祖母出殯。

### 当事国外交交涉和反应

#### 中华人民共和国
事件发生后，2010年9月7日晚间，中华人民共和国驻日本大使和中華人民共和國驻日本大使馆就此事向日本方面提出严正交涉，同日，中华人民共和国外交部副部长宋涛约见日本驻华大使丹羽宇一郎，要求日方停止拦截行动。

- 9月8日，中華人民共和國驻日使馆派遣工作人员赶赴日本冲绳县石垣岛探视被扣留的中国渔民。[10]
- 9月9日，中華人民共和國外交部发言人姜瑜称中華人民共和國已派遣渔政执法船赶赴事发海域。同日，中華人民共和国外交部部长助理胡正跃约见丹羽宇一郎，要求日方立即放人放船，并确保中方人船安全。[10]
- 9月10日，日本冲绳县石垣简易法院批准拘留“闽晋渔5179号”船长10天。同日，中华人民共和国外交部部长杨洁篪约见日本驻華大使，并要求“日本立即无条件放回包括船长在内的全体中国渔民和渔船。”[8][8][11] 中國全國人民代表大會常務委員會副委員長李建國因日本持续扣留中国船长，决定延後原定為期5天的訪日行程。[12]
- 9月12日凌晨，中華人民共和國國務院國務委員戴秉國召見日本駐華大使丹羽宇一郎，并警告日本政府“不要誤判形勢，要有明智的政治決斷，立即送還中國漁民和漁船。”[13][14]
- 9月13日，因日本仍扣留中国船長，中華人民共和國驻日本使馆致电日本眾議院事務局，表示中國全國人民代表大會常務委員會副委員長李建國已决定延後原定為期5天的訪日行程。[12]
- 9月14日，中華人民共和國外交部部长助理刘振民约见日本驻华大使丹羽宇一郎，就日方继续扣押中国渔船船长提出交涉，并要求日方立即放回中方船长。[10]
- 9月15日，国务院台湾事务办公室在北京举行例行发布会，有台湾记者提问，台湾昨天〔9月14日〕有保钓人士搭乘渔船前往钓鱼台，企图登陆要宣誓主权，遭到日本保安厅8艘舰艇阻挠，最终无功而返。那么，大陆官方对台湾民间自发性的保钓运动目前的态度有何评论？另外，针对日本蛮横霸占钓鱼台，大陆官方会进一步采取什么动作？发言人范丽青表示：维护钓鱼岛主权符合两岸同胞的共同利益，符合中华民族的长远利益和根本利益。这是我们（大陆）一贯的立场。[15] 在9月29日的國台辦例行記者會上，有記者問及兩岸聯手保釣是否可行，大陸跟台灣有沒有這方面的接觸時，范丽青再度重申，維護釣魚島的主權，符合兩岸同胞的共同利益，也符合中華民族的長遠利益。[16]
- 9月16日，外交部发言人姜瑜表示：“当前的事态完全是由日方在钓鱼岛问题上的所作所为造成的，日方应该对此承担全部责任。日方应立即放回中国船长，避免进一步伤及中日关系。”[17]
- 9月19日，日本石垣简易法院批准延押中国渔船船长詹其雄10天，中華人民共和國外交部发言人马朝旭指出，中方要求日本立即无条件放还船长詹其雄，日方如一意孤行，错上加错，中方将采取强烈反制措施，一切后果由日方承担。中華人民共和國外交部副部长王光亚19日晚就日方决定继续非法扣押中方船长，向日本驻华大使丹羽宇一郎表示强烈愤慨和抗议。中華人民共和國外交部随后再表示，日方近日在钓鱼岛海域非法抓扣中国渔民渔船，并不顾中方多次严正交涉，继续非法扣押渔船船长的行径，已经对中日双边往来造成严重损害。中方已经暂停双边省部级以上交往，中止了双方有关增加航班、扩大中日航权事宜的接触，并推迟中日煤炭综合会议。中華人民共和國公民赴日旅游规模也已经受到严重影响。[18]
- 9月21日，總理溫家寶在美國紐約出席聯合國大會時強調中方多次嚴正交涉，日方置若罔聞，「我強烈敦促日方立即無條件放人。如果日方一意孤行，中國政府將進一步採取行動，由此產生的一切嚴重後果，日方要承擔全部責任」。這是釣魚台撞船事件後，中方最高級層次的表態。[19]
- 外电报道，中国对日中断高层会谈、中断旅游交流、对日本企业进行税务调查、中断对日出口稀土类金属[20][21]。
- 9月23日晚间，中華人民共和國官方媒体新华社宣布，河北石家庄安全机关以涉嫌擅入军事禁区并拍摄为由20日抓捕了4名日本人。石家庄市国家安全方面机关称，高桥定等4名日本人擅自进入河北省某军事管理区并对军事目标进行非法录像。河北省石家庄市国家安全机关接到报告后，即对上述人员依法采取措施，并对其问题进行审查。[22]  有媒体评论此与日方抓扣延押中国船长詹其雄、而又比原来所定将拘留时间延缓至29日提前放还詹其雄回中国的前因后果存在千丝万缕的联系。[23]
- 9月25日凌晨，中国渔船船长詹其雄搭乘中華人民共和國政府派出的包机安全返抵福州[24]，随后，中国外交部发表声明，要求日方对扣押事件道歉赔偿：[25]

新华网北京9月25日电：

中华人民共和国外交部声明

2010年9月7日，日方在钓鱼岛海域非法抓扣中国15名渔民和渔船，并将船长扣押至9月24日。对这一严重侵犯中国领土主权和中国公民人权的行径，中国政府表示强烈抗议。

钓鱼岛及其附属岛屿自古以来就是中国的固有领土，中国对此拥有无可争辩的主权。日方对中国渔民渔船的扣押、调查以及任何形式的司法举措都是非法和无效的。日方必须就此次事件向中方作出道歉和赔偿。

中日两国互为近邻，坚持发展战略互惠关系的方向，符合两国人民的根本利益。双方应通过对话协商解决中日关系中的问题，维护两国关系大局。中方的这一立场没有也不会改变。

二〇一〇年九月二十五日

- 9月26日，媒体报道中華人民共和國外交部发言人姜瑜9月25日就日本外务省发言人当日称中国渔船妨碍执行公务，「日方已根据国内法严正、慎重处理，不接受中方的道歉、赔偿要求」回答记者问时表示，中方已在外交部声明中全面阐述了严正立场。重申钓鱼岛及其附属岛屿自古以来就是中国的固有领土，日方的行径严重侵犯了中国领土主权和中国公民的人身权利，中方当然有权要求日方作出道歉和赔偿。希望日方拿出充实中日战略互惠关系的实际行动。[26]
- 9月27日，中国环球网赴钓鱼岛特派记者程刚报道，中国渔政船在钓鱼岛海域呈常态化巡航，与日本海上保安厅巡逻舰直升机、自卫队军机周旋，互相喊话各自宣称钓鱼岛及其海域为己方领土海域并要求对方离开，当日“中国渔政201”绕行钓鱼岛12圈半，距钓鱼岛最近时仅约10海里。[27][28]
- 9月28日，中華人民共和國外交部发言人姜瑜证实中国渔政船对钓鱼岛海域的巡逻将常态化，称“钓鱼岛附近海域是中国渔民传统的作业渔场，中方派遣渔政执法船是依据中方相关法律法规开展的渔业管理活动，目的是维护渔业生产秩序，保护中国渔民的生命和财产安全，我们希望日方停止对中方渔政执法船的跟踪、干扰行为。” 并回答4名日本人在河北被审查与钓鱼岛撞船事件“两件事情性质完全不同”，“相信这一事件会依法得到公正处理”。[29]
- 9月30日，河北省石家庄市国家安全机关释放3名违法闯入军事管理区的日本人，他们承认从事违反中国法律的活动，已具结悔过。
- 10月9日，石家庄市国家安全局责令擅闯军事管理区的日本人高桥定具结悔过并取保候审，解除监视居住。高桥定缴交五万元人民币保释金，并写下“违反了中国的法律，造成了麻烦，我很后悔”的悔过书[30]。
- 日本共同社报道，10月中旬，中華人民共和國曾通过外交途径向日本再次提出解决问题的根本办法是“共同开发”。日本政府以钓鱼岛为日本固有领土、并无争议为由拒绝了中方提出的共同开发钓鱼岛提议。报道提到，中国曾于1990年首次提出、2006年再次提出共同开发钓鱼岛；分析人士认为，为了向国际社会宣传“钓鱼岛是中国固有领土”这一主张，中方今后也可能反复提及此事。中方的意图是按照自己的方式主导“改善”撞船事件后陷入僵局的两国关系。[31][32]
- 10月14日，中華人民共和國政府再次派遣“中国渔政118号”等渔政执法船到钓鱼岛海域巡航护渔。[33]
- 10月19日，在中華人民共和國外交部发言人马朝旭举行的例行记者会上，有记者问：据报道，日本外相前原诚司日前称中国为应对撞船事件而采取的措施是“歇斯底里”的。中方对此有何评论？马朝旭回答“我们对一国外相发表这样的言论感到震惊”。[34]
- 11月1日，有记者问中華人民共和國外交部发言人马朝旭，日方向日本国会公布了中方渔船在钓鱼岛海域同日本巡视船碰撞的录像，请问中方对此有何评论？马朝旭答：“钓鱼岛及其附属岛屿自古以来就是中国的固有领土。日本海上保安厅巡视船在钓鱼岛海域对中方渔船进行干扰、驱赶、拦截、围堵和抓扣，本身就是非法的，严重侵犯了中国的领土主权和中国渔民的正当权利。所谓录像不能改变事实的真相，不能掩盖日方行为的非法性。”[35][36] 另有报道，据看过录像的日本有关人士介绍，这次的录像实际上是分为两部分，因为“撞船”也是分两次。第一次的录像反映出来的是日本海上保安厅的巡逻船从后面追赶中国渔船，追上以后还超赶到中国渔船前面横着拦截，这样发生了来不及减速的中国渔船与日本船只的碰撞。第二次的录像反映出来的事实是：被激怒的中国渔船看见日本海上保安厅的巡逻船再次靠近时，主动上前冲撞。[37][38]
- 11月5日，中華人民共和國外交部发言人洪磊就记者有关“钓鱼岛‘撞船事件’的视频录像现已在互联网上流传，中方对此有何评论？”的问题回答：“我愿重申，日方在中国钓鱼岛海域对中方渔船进行干扰、驱赶、拦截、围堵，导致碰撞发生。日方上述行为本身就是非法的。所谓录像不能改变事实真相，不能掩盖日方行为的非法性。”[39]
- 2011年10月8日，河北省石家庄市国家安全局决定解除对对日本人高桥定的取保候审强制措施。

#### 日本
日本海上保安厅认为“闽晋渔5179号”渔船违反了日本《渔业法》。日本外相冈田克也则表示：“不希望事态进一步升级。将要求中国政府冷静且慎重地应对。”
- 9月13日，日本釋放14名中國船員。
- 9月14日，日本国土交通相前原诚司在记者招待会上说：“（日本在）东海不存在领土问题。”[41]
- 9月19日，日本石垣简易法院批准延押中国渔船船长詹其雄10天。[18]
- 9月21日，在纽约出席联合国会议的日本新任外相前原诚司拒绝中国对钓鱼岛的主权宣称，重申钓鱼岛是日本领土，在该区域发生的事件，日本将按日本国内法来处理。但他同时呼吁中日两国展开高层会谈来解决钓鱼岛撞船事件，如果有机会的话，他希望向中方作出解释。[42]
- 9月24日，日本那霸地方檢察廳在9月24日下午釋放被扣中國船長詹其雄。[6]
- 9月25日，日本外务省新闻秘书佐藤悟通过日本共同通讯社就中華人民共和國外交部的声明表示：「北京方面对日本扣押中国渔船船长事件的反应是毫无根据和完全不能接受的。」，並 拒绝就扣押船长事件向中国道歉赔偿。[43]
- 9月26日，日本首相菅直人拒絕中國對釣魚島事件要求日本道歉和賠償。他說：「尖閣群島是日本領土的一部分，我完全無意接受這項要求。」「尖閣群島是日本國土，由此來看，所謂要日本賠償，根本不可思議。」菅直人表示：「(日中)雙方均採取宏觀的作為，是十分重要。」[44]
- 9月27日，日本内阁官房长官仙谷由人表示，“将向中国方面索要日本海上保安厅巡逻船因与中国渔船相撞而产生的修理费用”，并证实有两艘中国渔政船在尖閣群島（釣魚島）海域，日方要求中方撤回这两艘渔政船。[45]
- 9月28日，日本外务大臣前原诚司首次就4名日本人在华被拘事件召见中国大使程永华。要求确保4人人身安全，希望中方准许日驻华官员每天与被扣者会晤[46]。
- 11月5日，日本首相菅直人5日晚在官邸就日中撞船事件疑似录像外泄一事向记者表示，“首先应彻查原因，两国的冷静处理非常重要”。内阁官房长官仙谷由人认为“这属于未料到的严重事态”，“如果是公务员故意泄露，则明显违反了《国家公务员法》。调查资料外泄这是非常严重的事态。如果真是外泄的话，那就有必要在各个地方动大‘手术’。” 防卫相北泽俊美也在记者会上批评说：“危机管理能力将受到质疑，对于发生这样的事感到非常遗憾”。国土交通相马渊澄夫5日下午在众院国土交通委员会会议上表示：“如果是泄漏，就是犯罪行为，有必要展开刑事调查。”[47]

### 船長釋放
日本那霸地方檢察廳在9月24日下午釋放被扣中國船長詹其雄。檢察院發言人指顯然是中國船隻蓄意撞向日本巡邏艦，不過由於詹其雄並非有預謀，並解釋稱“考慮到了對我國（日本）國民的影響以及今後的日中關係”，所以不提出檢控，但日方保留對其個人的刑事處分。中國會派包機接詹其雄回國。  北京时间9月25日1时12分，由中国外交部和农业部组成的联合工作组已接护中国渔船船长詹其雄，乘坐中国政府包机启程回国。中国外交部发言人发表谈话，“日方对中国渔船船长詹其雄进行的任何形式的所谓司法举措，包括所谓的‘处分保留’都是非法和无效的”。  詹其雄坚持认为自己无罪，自己在钓鱼岛海域捕鱼作业是正当的，“日方抓扣我是非法的。钓鱼岛是中国领土，我坚决支持（中国）政府的立场。”詹其雄说，在日本期间，日方不断让他承认错误并承认进入日本领海，都被他坚决拒绝。日方多次告示詹其雄如不认罪，此案最高可判刑三年或罚款五十万日圆，詹其雄回答说：“如我认罪，将会成为中华民族的千古罪人。”

### 后续发展
是次中日船只相撞事件约两年半后，2012年3月15日，日方以妨碍执行公务罪对该次事件中的中方船长詹其雄提出了强制起诉（但起诉书若在2个月内未能送达，则起诉会失效）。  对于日方此次提出强制起诉，同日中华人民共和国外交部发言人刘为民指出“日方无权在钓鱼岛海域执行任何‘公务’。日方对中国公民采取任何形式的所谓司法程序都是非法和无效的。日方在‘撞船事件’中的行为严重损害了中日关系，日方应多做维护两国关系大局的事情，而不是相反。”
自2010年9月中国渔船与日本巡逻船钓鱼岛相撞事件发生后，中华人民共和国方面多次出动官方巡逻船只前往钓鱼岛海域巡逻执法。2012年3月16日，由“中国海监50”、“中国海监66”船组成的中华人民共和国海监定期维权巡航编队，抵达钓鱼岛及其附属岛屿附近海域进行巡航。 在对抗日本海上保安厅巡视船的干扰阻拦时中国巡航编队“海监50”船两侧显示屏用中、英、日三种文字滚动播放“钓鱼岛及其周边附属岛屿自古以来就是中国的固有领土”“中国海监编队正在钓鱼岛附近海域进行例行性巡航”，向日船声明立场提出警告。  日本媒体称中国巡逻船使用日语宣示主权“极为罕见”，并担忧中国巡航船級別有提升下次会否派军舰。 林泉忠评论中国大陆的这些举措是针对日本的反制措施，全面调整“保钓”战略：一方面继续阻止民间保钓组织的船只出海，一方面则出动渔政船和海监船前往钓鱼岛海域巡逻执法，并将之常态化，呼应了民间对官方在钓鱼岛问题上更有作为的呼声。

### 其他影响
中国在日本扣押中国船长后，中国也以“非法进入和拍摄军事禁区”为由扣押四名日本公民，中日关系迅速恶化。中国后续向日本政府施压，对进出口日本的货物实施更严密的检查，并停止向日本出口对高科技企业至关重要的稀土，另外，中国还宣布停止省部级以上交往。

## 遊行、示威等民间反应

### 北京
- 2010年9月8日，中国大陆民间保钓人士在北京发起示威游行，并在日本驻中国大使馆前抗议。游行队伍挥舞中华人民共和国国旗，唱中华人民共和国国歌，手举“滚”字牌和将“日本”二字打上黑叉的条幅站成一列高喊口号，并向日本大使馆提交了《抗议信》，信的内容为一张中国古代青铜挂钟图片，意为“送终”。参加游行的保钓人士称，日本此举不是“挑衅”而是“侵略”，要求日本道歉并做出相关赔偿，并且不排除国庆节再次登上钓鱼岛以及“在周边打渔”的可能。[59]

- 9月18日上午9时18分，身穿印有反日口号的示威者聚集在北京的日本大使馆门前，示威者举起标语，高叫“日本人滚出钓鱼岛”的口号，又唱国歌。一名男子手持扬声器，身穿写有抗议字句的白色上衣并高叫口号，要求日本滚出钓鱼台和中国万岁。有示威者并一度脱去上衣，向在场采访的记者展示身上的中国地圖。[60] 当地政府出动了两至三倍于过去几日的警力，由于示威者秩序良好，警方起初未有采取行动阻止示威，但示威者集结约半小时后，警方就表示不能停留，劝人群离开。[61] 据香港凤凰卫视的报道，警方在随后封锁了日使馆的外围道路，但允许民众分批分时段进入封锁区前往日使馆抗议。

### 天津
- 9月12日天津市的日本人學校被人投擲小鋼珠，中國各地的日本人學校均加強了保安措施。北京的日本人學校则决定將原定於9月18日舉行的運動會延期。[62]

### 上海
- 在上海，示威者聚集于日本驻上海总领事馆外，在现场展示“钓鱼岛是中国领土”的横额，要求日本释放在钓鱼岛水域拘捕的中国渔船船长。他们在横额上签名并呼吁围观者签名支持。现场公安在旁戒备，并封锁了通往日本总领事馆的道路。[61]

### 沈阳
- 沈阳的日本总领事馆外，示威者没有呼叫口号，只是安静地挥舞中華人民共和國国旗又在地上铺了一张印有将日本国旗上打了交叉和写有一个「锊」字的白纸。[61]

### 重庆
- 9月17日傍晚，重庆市民开始聚集于海棠烟雨公园，自发组织集会活动。群众高唱抗日歌曲《九·一八》和《大刀进行曲》，情绪十分激昂。随后杨家坪步行街发生了游行示威，人数在2000人左右。[63]

### 深圳
- 深圳的游行队伍在赛格广场举行示威，游行者展示国旗及唱中華人民共和國国歌，部分人高叫“毋忘九一八，打倒日本”，举起写有抵制日本货的标语。此时有数百名警察介入，制止示威者展示国旗，又称“游行人数太多，要实施交通管制”，示威者鼓噪，场面一度混乱。其后示威者继续游行，公安沿途戒备。有香港媒体称深圳警方带走了数名示威者。[64]

### 福建
- 中国大陆民间保钓组织近日派出多名志愿者，到福建沿海各地寻找渔船，准备出海保钓。但这些志愿者相继被当地公安拦截遣返，当地渔民也收到指令，禁止租船給保钓者。继日前数十名保钓人士到日本驻华大使馆示威抗议之后，9月11日又有多名保钓人士再去示威，但在大使馆门前就被公安拦截，指他们未经申请，不得集会示威。[65][65]

### 长沙
- 9月20日下午17：30分左右，长沙市部分学生进行了大规模的游行示威活动。学生高呼“还我钓鱼岛”，并拉“天下兴亡，匹夫有责”横幅，人数約3000人。

### 西安、郑州、武汉、绵阳、德阳
- 10月16日至26日，中国大陸部分城市发生了规模更大的示威游行活动。其中西安、武汉和绵阳出现了民众砸毁日产轿车和日本商店的过激行为[來源請求]。23日在四川德阳的示威活动则爆發警民衝突。以上城市均已采取疏导群众、加派警力等相关措施维护社会秩序，武警上街管制道路。為阻止學生遊行，多個城市的高校安排學生在星期六日強制補課，又禁止他們周末外出。[66]

### 香港
- 9月13日，香港的保钓人士在中環日本领事馆外焚烧日本国旗，手举抗议标语，高喊“日本滚出钓鱼岛”以示抗议，并向日方递交请愿书要求释放被扣押的中国船长。同时，又有香港的政党代表前往日本领事馆进行请愿。游行负责人表示，将会根据事态的发展制定进一步的行动。[67]。
- 保釣行動委員會就事件計劃乘啟豐二號（保釣二號）秘密到釣魚島宣示主權，但一週前食環署職員稱收到「公眾投訴」，指船上有鼠患，要求在9月17日登船驗查。其他船家都從未聽過食環署會查老鼠。又有海事處及水警人員連續兩日向委員會查問確實出海日期。有保釣行動成員擔心政府會藉滅鼠之名，阻撓他們出海。去年政府亦指船上消防設備不足，以及船隻只可作捕魚用而阻止保釣人士出海。[68]  有見及此，他們就以到釣魚島附近海域捕魚的名義，於9月22日在長洲出發，沿途一直被水警及海事處船隻尾隨。至6時許駛至橫瀾島以東水域時被水警快艇截停，警員登船指海事處有理由相信漁船出發往釣魚島並非捕魚，基於安全理由禁止繼續航行。啟豐二號在晚上11時20分被押返西灣河水警基地，其後獲放行。保釣委員會主席陳妙德指，漁船是出海捕魚，船上人士均領有牌照而非乘客，「自己船去自己地方都不容許，我們感覺到我們的政府真的很軟弱。」，不排除會採取法律行動追討損失。[69]  翌日中午啟豐二號再次嘗試出海，水警再次把船截停，要求他們不得離開香港水域。雙方爭論數小時後，船被拖回西灣河水警基地。何俊仁計劃向法院提出司法覆核，挑戰海事處今次的阻撓行動。[70]
- 9月18日，香港的日本总领事馆再次遭到了抗议。由于当日为周末，日本领事馆无人上班，因此示威者当场焚毁了本打算向领事馆提交的抗议信。又有媒体报道，一些市民前往沙田一间日资百货公司外抗议，示威者在门外当场烧毁了一个日本产品，呼吁市民抵制日货，并要求日本立即释放扣留的中国渔船船长。[64] 同时亦有300多名市民高举中国国旗和抗议标语走上街头游行示威。[71]

### 紐約
- 美國紐約近千名華人於2010年9月17日在紐約市中心日本駐紐約總領館所在大樓前手持中華人民共和國國旗及中華民國國旗舉行集會示威，有示威者高唱《義勇軍進行曲》，并高喊「釣魚台是中國的」和「還我船長」等口號。[72]

### 东京

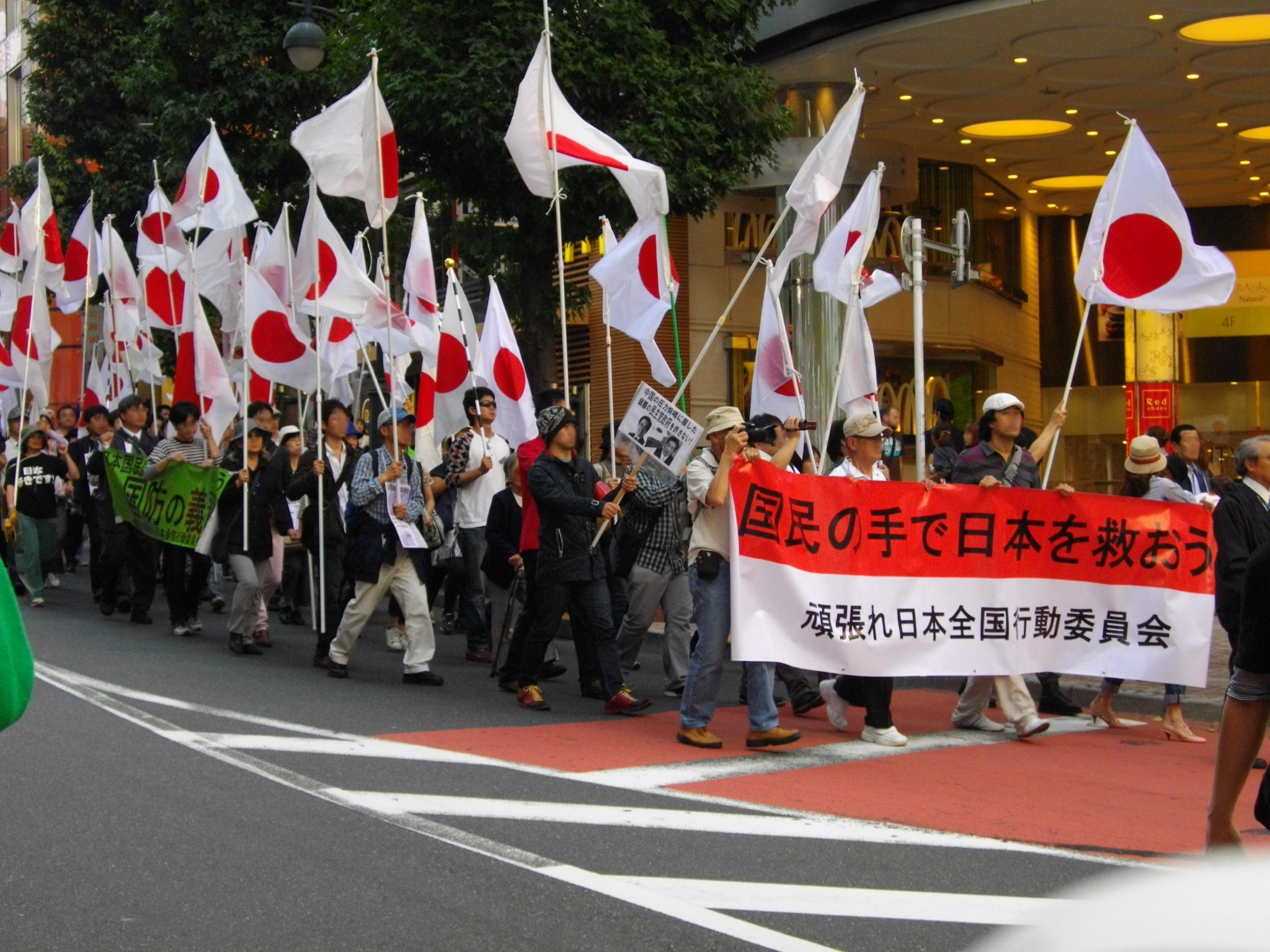
2010年10月2日在东京由「日本國民全國團結行動委員會」組織的「譴責中国侵略尖閣群島」的游行

- 9月25日，一名日本男子攜帶裝有菜刀的手提包到日本東京千代田區的首相官邸上訪，結果當場被捕。据報道，被捕男子是來自大阪的渡邊正樹，三十二歲，無業。他聲稱是因為中日釣魚台撞船事件到首相官邸抗議，攜帶菜刀只為自我保護。警方指被捕男子手提包內亦裝有一張光碟，儲存有希望再次拘留詹其雄的文件。[73][74]
- 10月2日，据組織者稱有約2700示威者在东京集会游行，抗议中国對此次中国渔船与日本巡逻船相撞事件的反应，並抗议日本首相菅直人的政府，在钓鱼岛争议中的「外交失败」。示威者在东京一个公园集会后，手持日本国旗及高叫口号，声称钓鱼岛属日本领土，在东京的主要商业区涩谷区游行，游行由日本航空自衛队前幕僚长田母神俊雄领导的组织“加油日本!全國行動委員會”发起。田母神俊雄曾在2008年撰文否认日本侵略历史，因而被当时的防衛大臣撤职。[75][76]

### 长崎
- 9月26日上午九时半许，一辆日本右翼团体的宣传车，突然停在中華人民共和國驻日本长崎总领馆北侧院墙外的道路上，一名男子跳下车，向总领馆内投掷了一个红色的发烟筒。该发烟筒长约十厘米，粗约二厘米，一般用于紧急停车时放在车后以警示后面车辆。事发时，中華人民共和國总领事馆正值周末休息，没有职员办公，因此并未造成人员受伤，也没有财产损失。执勤的日本警官发现有物体冒烟后，在现场附近抓到该男子，并以违反《轻犯罪法》将其逮捕。经长崎警方初步调查，该男子名为谷川和纪，20岁，是长崎县人，靠打零工维生，当时正与该组织的成员在总领事馆附近进行街头宣传活动。被捕后，谷川和纪对其行为供认不讳，警方认为可能与中日撞船事件有关，正在对他进行进一步侦讯。中華人民共和國驻长崎总领馆要求日本警方及当地政府尽快查明情况，连同处置结果报告中方，并要求采取措施切实加强总领馆安全。长崎警方随即向中華人民共和國总领馆增派警力，加强周边戒备。[77][78]

### 福冈
- 9月28日，一39岁日本男子当晚向中華人民共和國驻日本福冈总领事馆投掷冒烟筒后遭逮捕，这是继26日驻长崎总领事馆遭掷冒烟筒后发生的第二次类似事件。警方指出，这名男子是搭计程车到中華人民共和國总领馆之后，一下车就由门口向馆内投掷1枚冒烟筒。当时馆内有数位人员值班，没有人受伤。正在执勤的福冈县警察以涉嫌违反《轻犯罪法》的罪名，将自称福冈县大牟田市某公司职员的嫌犯中原健作（なかはら けんさく）当场逮捕。警方认为，这起案件可能与日前发生的尖阁诸岛（钓鱼台岛）撞船事件有关，目前正在调查嫌犯的作案动机。[79][80]

## 其他方反应

### 中華民國
- 9月13日，港台保钓团体前往台湾臺北縣野柳渔港，计划搭乘渔船，前往钓鱼岛海域宣誓主权，并抗议日方仍然扣押船长，但遭到中华民国入出國及移民署劝阻，最终只有两位台湾保钓人士黃錫麟和殷必雄乘坐「感恩99號」渔船成行。[81] 行政院海岸巡防署派出12艘巡防艦沿途跟随保护渔船，但遭到日本海上保安厅派出11艘舰船拦截。海巡署巡防艦以廣播向日方船隻宣告：「釣魚台為中華民國海域，請勿干擾本國漁民活動，海巡署有保護漁民活動的義務。」[82]  雙方於凌晨4時許在釣魚台18.5海浬處對峙。最終無法突圍未能登岛，在清晨6時許回航。[83][84][85]  同日，中华民国外交部发表声明，就感恩99號遭日方干擾之事「深表不滿」表達抗議，並重申釣魚台列嶼爲中華民國固有領土。[84][86] 当天下午，近百位台湾民众前往日本在台交流协会示威。[87]
- 9月24日，行政院長吳敦義回答立法院質詢，政府保護前去宣示釣魚台主權的民眾，「強度強到不起戰爭，求全求到不受屈辱」，政府不是不敢一戰，而是不輕啟戰端。[88]

### 美国
- 9月14日，美国国务院发言人菲利普·克劳利（Philip Crowley）表示：“在这件事情上，我们希望中日两国能够通过对话形式和平解决。日美同盟是维护亚洲安全与稳定的基石，能够使日本和包括中国在内的其他亚洲国家受益。”[89]
- 9月17日，美国国防部主管政策的次长米歇尔·佛洛诺伊表示，美国希望中日通过直接对话的方式和平解决日益恶化的领土争端。她敦促有关各方尊重国际规则，避免事态恶化升级。她还说，当美国在中日邻近地区有军事部署的时候，美国会尊重已有的规则。[90]
- 9月23日，美国国务卿克林顿·希拉里上午在纽约与日本外相前原诚司举行会谈。前原诚司与希拉里在纽约举行了约50分钟的会谈之后向记者说明会谈的内容。日本多家媒体报道称，前原在记者会表示，希拉里在与他举行的会谈中明确地告诉他，钓鱼岛是属于日本统治下的领域，适用于美日安保条约第5条，亦即此区域若遭到武力攻击的话，美日将采取军事行动共同应对。不过，令人意外的是，美国国务院随后在对这次会晤发表的声明中，并没有提到希拉里曾告诉前原钓鱼岛适用于美日安保条约第5条。美国仍鼓励中日双方举行对话解决钓鱼岛撞船事件。[91]

## 外部連結
- 钓鱼岛撞船录像